# Бэй, Джеймс
Джеймс Майкл Бэй (англ. James Michael Bay; 4 сентября 1990) — английcкий инди-рок-музыкант, певец, композитор и гитарист. В феврале 2015 года стал лауреатом премии Brit Awards в категории «Выбор критиков». 7 декабря 2015 года был номинирован на три премии Грэмми-2016 в категориях Лучший новый артист, Лучший рок-альбом (Chaos and the Calm) и Лучшая рок-песня («Hold Back the River»).

## Биография
Джеймс Майкл Бэй родился 4 сентября 1990 года в городе Хитчин (Хартфордшир, Великобритания). В возрасте 11 лет начал играть на гитаре после того, как был вдохновлён классической песней Эрика Клэптона «Layla», найдя гитару в шкафу в своём доме. Семь лет спустя он переехал учиться в Брайтон, где получил большую подготовку во время ночных джем-сейшенов с другими музыкантами.

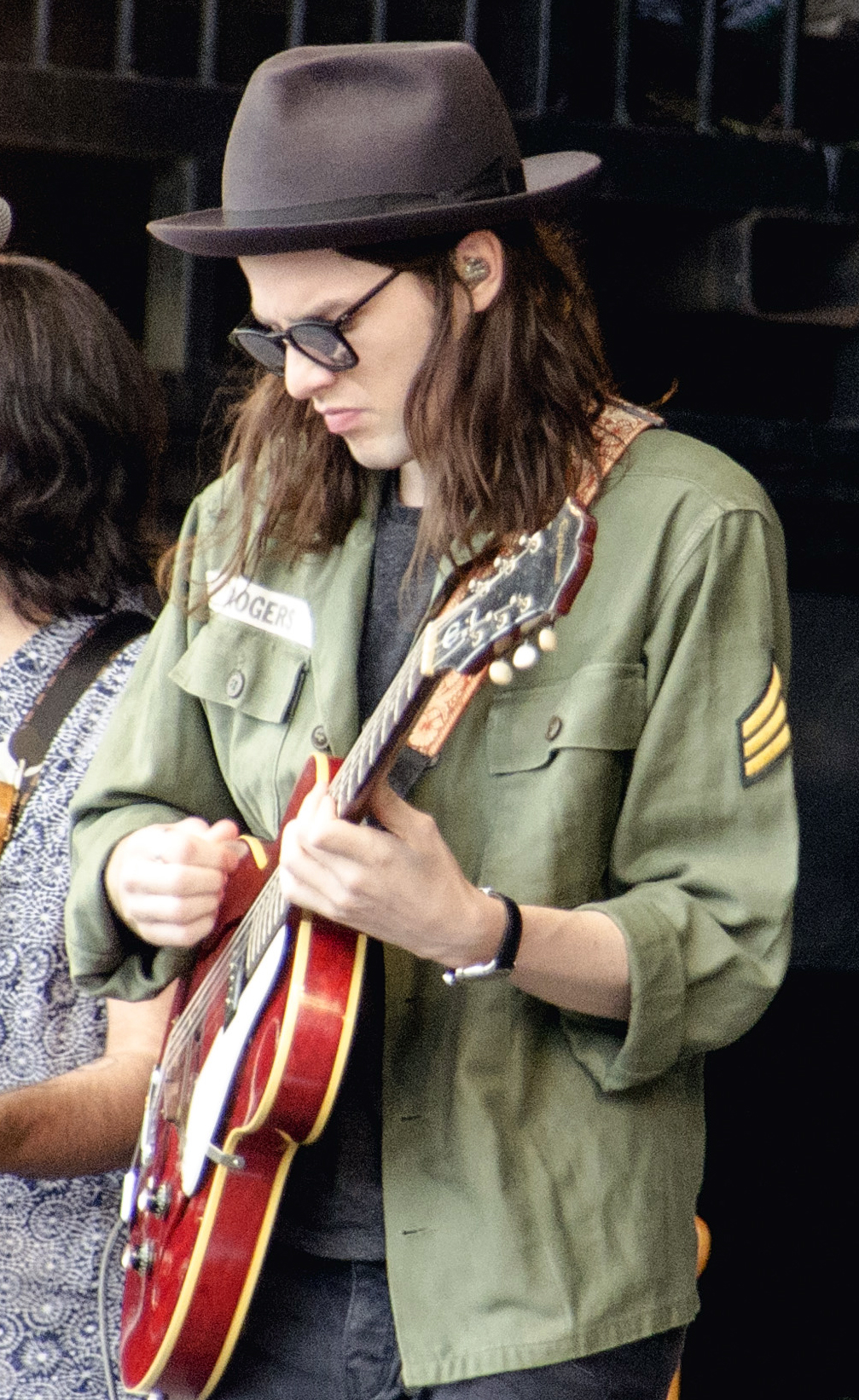
Выступление на Glastonbury Festival 26 июня 2015

## Личная жизнь
C 17 лет состоит в отношениях с Люси Смит. В начале октября 2021 года у пары родилась дочь Эйда Вайолет Бэй.

## Дискография

### Студийные альбомы
| Название           | Детали | Высшая позиция в чарта | Высшая позиция в чарта | Высшая позиция в чарта | Высшая позиция в чарта | Высшая позиция в чарта | Высшая позиция в чарта | Высшая позиция в чарта | Высшая позиция в чарта | Высшая позиция в чарта | Высшая позиция в чарта | Сертификации                                                                |
| Название           | Детали | UK                     | AUS                    | AUT                    | BEL                    | GER                    | IRE                    | NLD                    | NZ                     | SWI                    | US                     | Сертификации                                                                |
| ------------------ | --- | ---------------------- | ---------------------- | ---------------------- | ---------------------- | ---------------------- | ---------------------- | ---------------------- | ---------------------- | ---------------------- | ---------------------- | --------------------------------------------------------------------------- |
| Chaos and the Calm | - Дата выхода: 23 марта 2015 - Лейбл: Republic Records - Форматы: CD, digital download, LP - Продюсер: Jacquire King | 1                      | 3                      | 2                      | 10                     | 3                      | 1                      | 5                      | 6                      | 1                      | 15                     | - BPI: Platinum - ARIA: Gold - BVMI: Gold - IFPI AUT: Gold - IFPI SWI: Gold |

### Синглы
| «Let It Go»                      | 2014 | 10 | 8  | 45 | 73 | 22 | 21 | 15 | 10 | 94 | — | 104 | - BPI: Gold - ARIA: 2× Platinum - RMNZ: Platinum                  | Chaos and the Calm |
| «Hold Back the River»            | 2014 | 2  | 4  | 4  | 7  | 4  | 1  | 12 | 8  | 17 | 4 | 101 | - BPI: Platinum - ARIA: 3× Platinum - BVMI: Gold - RMNZ: Platinum | Chaos and the Calm |
| «Scars»                          | 2015 | 48 | 40 | —  | —  | —  | 71 | —  | —  | —  | — | —   |                                                                   | Chaos and the Calm |
| «If You Ever Want to Be in Love» | 2015 | 96 | —  | —  | —  | —  | —  | —  | —  | —  | — | —   |                                                                   | Chaos and the Calm |
| «—» означает неучастие в чарте.  |      |    |    |    |    |    |    |    |    |    |   |     |                                                                   |                    |

### Уточнения
1. ↑  "Let It Go" не вошла в Billboard Hot 100, но достигла № 4 в чарт Bubbling Under Hot 100 Singles.
2. ↑  "Hold Back the River" не вошла в Billboard Hot 100, но достигла № 1 в чарте Bubbling Under Hot 100 Singles chart.
3. ↑  "Scars" не вошла в NZ Top 40 Singles Chart, но достигла № 4 в чарте NZ Heatseekers.[36]

## Награды и номинации
| Год  | Организация             | Награда                     | Работа                | Результат | Ссылка        |
| ---- | ----------------------- | --------------------------- | --------------------- | --------- | ------------- |
| 2015 | BRIT Awards             | Critics' Choice             | Himself               | Победа    | [ 38 ]        |
| 2015 | MTV UK                  | Brand New for 2015          | Himself               | Номинация | [ 39 ]        |
| 2015 | BBC                     | BBC Sound of 2015           | Himself               | 2-е место | [ 40 ] [ 41 ] |
| 2015 | MTV Video Music Awards  | Artist to Watch             | «Hold Back the River» | Номинация | [ 42 ]        |
| 2015 | MTV Europe Music Awards | Best New Act                | Himself               | Номинация |               |
| 2015 | MTV Europe Music Awards | Best Push Act               | Himself               | Номинация |               |
| 2016 | Grammy Award            | Best New Artist             | Himself               | Номинация | [ 8 ]         |
| 2016 | Grammy Award            | Best Rock Album             | Chaos and the Calm    | Номинация | [ 8 ]         |
| 2016 | Grammy Award            | Best Rock Song              | «Hold Back the River» | Номинация | [ 8 ]         |
| 2016 | BRIT Awards             | British Breakthrough Act    | Himself               | Номинация |               |
| 2016 | BRIT Awards             | British Male Solo Artist    | Himself               | Победа    |               |
| 2016 | BRIT Awards             | British Single of the Year  | «Hold Back the River» | Номинация |               |
| 2016 | BRIT Awards             | British Album of the Year   | Chaos and the Calm    | Номинация |               |
| 2016 | Echo Music Prize        | Best International Newcomer | Himself               | Победа    | [ 43 ]        |
| 2016 | Ivor Novello Awards     | Most Performed Work         | «Hold Back the River» | Победа    | [ 44 ]        |